# Heterogorgia papillosa
Heterogorgia papillosa is een zachte koraalsoort uit de familie Plexauridae. De koraalsoort komt uit het geslacht Heterogorgia. Heterogorgia papillosa werd in 1870 voor het eerst wetenschappelijk beschreven door Verrill. 